# Nancy Wake
Nancy Grace Augusta Wake ps. Andrée, krypt. Hélène (ur. 30 sierpnia 1912 w Wellington, zm. 7 sierpnia 2011 w Londynie) – australijska dziennikarka, agentka brytyjskiego wywiadu Special Operations Executive działająca we Francji w okresie II wojny światowej. Była jednym z głównych przywódców Maquis, w czasie wojny na liście najbardziej poszukiwanych przez Gestapo osób, znana też jako „Weiße Maus” („Biała Myszka”).

## Życiorys
Urodziła się w Wellington w Nowej Zelandii jako najmłodsza z sześciorga dzieci Charlesa i Elli Wake'ów. W 1914, kiedy miała dwa lata, jej rodzina przeniosła się do Australii i zamieszkała w Sydney. W późniejszym czasie jej ojciec wrócił do Nowej Zelandii pozostawiając Ellę Wake z dziećmi w Australii.
W Sydney uczęszczała do gimnazjum North Sydney Girls High School. Mając 16 lat uciekła z domu i pracowała jako pielęgniarka. Za 200 funtów które otrzymała od ciotki wyjechała najpierw do Nowego Jorku, a później do Londynu, gdzie zaczęła pracować jako dziennikarka. W latach 30. pracowała w Paryżu, w późniejszym czasie była korespondentką Hearsta w Europie.
W 1937 poznała bogatego, francuskiego przedsiębiorcę Henriego Edmonda Fiocca którego poślubiła 30 listopada 1939. W czasie inwazji na Francję mieszkała w Marsylii, po upadku Francji została kurierem we francuskim ruchu oporu. W 1943 była najbardziej poszukiwaną przez Gestapo osobą we Francji, za jej głowę wyznaczono nagrodę w wysokości 5 milionów franków. W 1943 musiała uciekać do Wielkiej Brytanii, jej mąż został wtedy schwytany przez Gestapo. Po torturach został zabity 16 listopada 1943, Wake dowiedziała się o losach męża dopiero po wojnie.
W Wielkiej Brytanii została wyszkolona jako agent Special Operations Executive, powróciła do Francji, zrzucona na spadochronie, w nocy z 29 na 30 kwietnia 1944. We Francji koordynowała działania lokalnych grup oporu w okresie poprzedzającym operację Overlord. Francuskie siły partyzanckie w sile 7000 osób pod jej dowództwem prowadziły działania przeciwko oddziałom SS liczącym 22 tysiące żołnierzy, raniąc lub zabijając 1400 SS-manów, tracąc przy tym 100 partyzantów. W czasie ataku na kwaterę Gestapo w Montluçon zabiła niemieckiego wartownika gołymi rękami.

## Odznaczenia

### Wielka Brytania
- Medal Jerzego – 17 lipca 1945[1]
- Gwiazda za Wojnę 1939–1945
- Gwiazda Francji i Niemiec
- Medal Obrony
- Medal Wojny 1939–1945

### Francja
- Oficer Legii Honorowej – 1988[2]
- Kawaler Legii Honorowej – 1970
- Krzyż Wojenny 1939-1945 z dwiema palmami i złotą gwiazdą
- Medal Francuskiego Oporu

### Pozostałe kraje
- Kawaler Orderu Australii – 22 lutego 2004 (Australia)
- Medal Wolności z brązową palmą (Stany Zjednoczone)
- Badge in Gold – 15 listopada 2006[3]